# Catenulostroma germanicum
Catenulostroma germanicum är en svampart som beskrevs av Crous & U. Braun 2007. Catenulostroma germanicum ingår i släktet Catenulostroma och familjen Teratosphaeriaceae.   Inga underarter finns listade i Catalogue of Life.